# Зильберминц, Вениамин Аркадьевич
Вениамин Аркадьевич (Аронович) Зильберминц (1887—1939) — русский и советский геолог, минералог и геохимик, доктор геолого-минералогических наук, профессор.
Занимался геохимией и петрографией осадочных пород, геохимией редких элементов, рассеянным элементами в углях и живом веществе. Открыл ряд месторождений редких металлов в Средней Азии и на Урале.

## Биография
Родился 19 июня (1 июля) 1887 года в Полтаве в семье военного врача Арона Гершовича (Аарона Григорьевича) Зильберминца (1853, Каменец-Подольск — после 1908), выпускника Императорского Харьковского Университета (1878), и Сары Исааковны Зильберминц. Семья жила в доме Леща на Ивановской улице, 17.
В 1904 году поступил в киевский Императорский университет Святого Владимира. С 1906 года — студент металлургического отделения Санкт-Петербургского политехнического института (ЦГИА СПб ф. 478. Оп. 3, Д. 2454). Затем перешёл в Петербургский университет и в 1912 году окончил естественное отделение его физико-математического факультета.
В 1913—1915 гг. — младший ассистент, в 1917—1923 — ассистент кафедры минералогии и хранитель Почвенного музея Петроградского университета.
В 1914—1915 гг. работал под руководством В. И. Вернадского в радиевой экспедиции в Прибайкалье. Впервые в СССР нашёл ванадиевый гранат
В 1915—1917 годах добровольцем служил на Юго-Западном фронте в медико-санитарной службе на санитарных поездах.
С 1918 года — сотрудник Геологического комитета, вёл исследования осадочных горных пород с профессором Я. В. Самойловым.
С 1922 года — профессор и заведующий минералогическим кабинетом Московского высшего технического училища, профессор Московской горной академии. При организации Московского нефтяного института основал там кафедру минералогии и петрографии, был её заведующим (1930—1934), открыл лабораторию исследования осадочных пород, читал лекции.
В 1923 году возглавил геохимическую лабораторию в МГУ, в 1927 году она вошла в Институт прикладной минералогии МГУ. Занимался геохимией рассеянных элементов в углях с целью использования их в качестве источника редких металлов.
В 1930—1937 годах выявил закономерности распределения в углях германия, ванадия, никеля, бериллия и других редких элементов, разработал метод их извлечения. Изучал лиссингит (1929), тернеболит (ванадиево-медный минерал, 1935).
В 1930 году был заведующий кафедрой и преподавателем Московского нефтяного института.
С 1933 года — сотрудник Института геологии и минералогии.
В 1933—1937 годах провёл цикл исследований по геохимии рассеянных элементов в углях, причём впервые были разработаны соответствующие высокочувствительные аналитические методики, установлены главные эмпирические закономерности распределения редких элементов в углях. Вместе с В. М. Гольдшмидтом стал основоположником геохимии углей.
В 1935—1938 годах — сотрудник Биогел (Биогеохимическая лаборатория АН СССР).
В 1936 году под его руководством в ВИМСе получена первая в СССР партия германия, извлеченная из топочной золы донецких углей (диоксид германия).
Основные работы в области минералогии и геохимии редких и рассеянных элементов, содержащихся в углях и битумах, исследование перспектив использования углей в качестве сырья для получения редких и рассеянных металлов. Автор оригинального руководства и таблиц для определения минералов.
В Таджикско-Памирской экспедиции вел поиски полезных ископаемых, открыл ряд месторождений редких металлов в Средней Азии, а затем на Урале.
Начал исследования по рассеянным элементам в живом веществе. Его работы подготовили базу для развития в СССР промышленности полупроводниковых материалов.
Автор руководства и таблиц для определения минералов.
В 1937 году участвовал в 17 сессии Международного геологического конгресса в Москве, проводил геологические экскурсии для иностранных делегатов.

### Репрессии
В июне 1938 года был срочно вызван в Москву с полевых работ в Донбассе; 25 июня арестован. «Изобличается в шпионской работе в пользу германской разведки и в участии в фашистской организации (показания Н. М. Федоровского)» (арестованного в 1937 году директора ВИМС).
29 июня 1938 года вышел приказ заместителя директора Биогеохимической лаборатории АН СССР № 12, А. П. Виноградова, об «отчислении из состава сотрудников Биогел’а с 26/VI как врага народа, арестованного органами НКВД».
21 февраля 1939 года был расстрелян в Москве. Выписка из письма В. Ульриха:

ВОЕННАЯ КОЛЛЕГИЯ ВЕРХОВНОГО СУДА СОЮЗА ССР

21 февраля 1939 г.

КОМЕНДАНТУ НКВД СОЮЗА ССР

Москва, ул.25 Октября, д. № 23 (СОВЕРШЕННО СЕКРЕТНО Отп. в 2 экз.)

Немедленно приведите в исполнение приговоры Военной коллегии Верховного суда Союза ССР от 21 февраля 1939 года в отношении нижеследующих осуждённых к высшей мере наказания — РАССТРЕЛУ;
13. ЗИЛЬБЕРМИНЦ Вениамина Аркадьевича 1887 г.р.

(в списке указано 26 человек)
ПРЕДСЕДАТЕЛЬ ВОЕННОЙ КОЛЛЕГИИ ВЕРХОВНОГО СУДА СОЮЗА ССР

АРМВОЕНЮРИСТ /В. УЛЬРИХ/

Академик В. И. Вернадский (1863—1945) посылал письма в его защиту, и ничего не знал о его судьбе после ареста:
- 7 июля 1939 — Вышинскому А. Я.
- 13 мая 1940 — Военному прокурору г. Москвы.
- 12 апреля 1941 — академику Б. Е. Веденееву, как депутату Верховного Совета СССР.
- 1 декабря 1943 — прощальное письмо В. А. Зильберминцу.

18 июля 1956 года дело было «повторно пересмотрено, по вновь открывшимся обстоятельствам, приговор был отменён и посмертно реабилитирован» Военной коллегией Верховного суда СССР

ЗИЛЬБЕРМИНЦ Вениамин Аркадьевич

Родился в 1887 г. в г. Полтава; еврей; б/п; доктор наук, зав. геохимической лабораторией ВНИИ минерального сырья, профессор. Проживал: г. Москва, ул. Большая Ордынка, д. 29, кв. 13. Арестован 25 июня 1938 г.

Приговорен к ВМН ВКВС СССР 21 февраля 1939 г. по обвинению в «шпионаже и участии в к.-р. организации».

Реабилитирован 18 июля 1956 г. ВК ВС СССР.

Похоронен в Москве, Новое Донское кладбище — Донской крематорий, «могила невостребованных прахов № 1».

## Семья

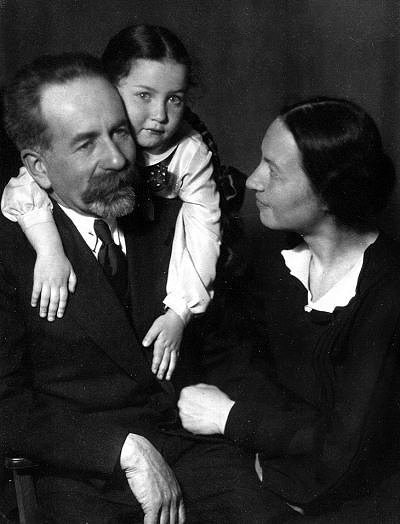
Семья В. А. Зильберминца, 1938

Первая жена — Софья Николаевна Зильберминц (в девичестве Сажина, 1889—1961), племянница С. Ю. Витте. Её отец, земской врач Полтавской губернии, народоволец Николай Александрович Сажин. Окончив Бестужевские курсы и 1-й Женский медицинский институт, Софья Николаевна начала там же работать и стала известным бактериологом.
Их дети:
- Людмила (1909—1972) — переводчица, библиограф, кандидат педагогических наук, доцент.
- Ирина (1924—1999) — зоолог[12], специалист по защите растений[13], д. б. н.
- Александр (1927—2001) — геолог и геофизик.  Вторая жена — Наталия Александровна Власова (1899—1989) — логопед, кандидат педагогических наук, профессор.
- Елена (1933—2000) — геолог[источник не указан 390 дней].